# 田主丸站

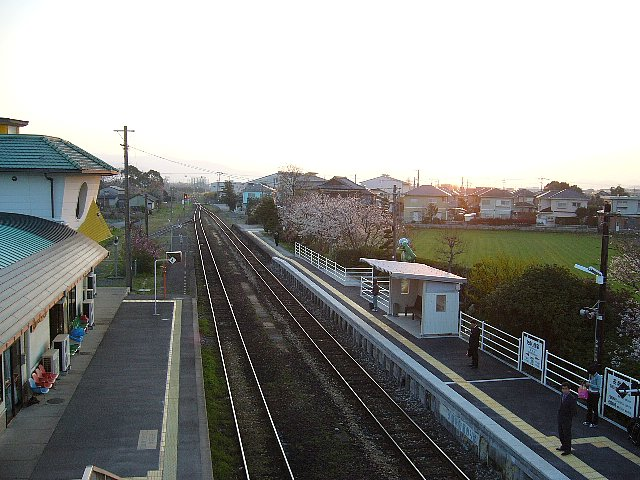
站內

田主丸站（日语：／ Tanushimaru eki */?）是位於福岡縣久留米市田主丸町，屬九州旅客鐵道（JR九州）久大本線的車站。本站因着河童而聞名，除了部份特急「由布」停靠外，也讓2024年才投入服務的觀光特急「金八」號列車選定本站為「不能忘記的車站」之一，在此站作12分鐘的觀光停車。

## 車站構造

### 站房
以木及磚塊所建成的複合式站房，左側為兩層高建築物；右側為單層建築物，是採用了故鄉創生資金所興建，兩層高的建築物外形以河童作為主題，並由浮羽工業高校的師生設計。全個站房均以白色牆身及綠色屋頂、再配以黃色的屋簷去營造河童的造型。當年田主丸町透過借助JR九州的車站用地，再發展為屬於當地的的特色建築。整個建築物的總樓面為313.8平方米，建設費約7700萬日圓。
新站房完工後，最初田主丸観光協會入主了兩層高的部份，地下用作觀光資訊站，二樓為河童資料館，現時則用作車站咖啡室「河童咖啡館KAPATERIA」，同時兼售賣紀念品和田主丸町的特產；而2樓則視乎情況才會開放。地下右側採用了及頂的木趟門的設計，營業時段可以開啟後半部的趟門，與中央的候車大堂貫通為一體；營業時間外則可將其閂上。而在在聖誕節期間，站房外牆會安裝上燈飾佈置。
車站功能的部份位於站房的中央位置，也是車站入口處，進站後即為候車大堂及驗票口，地下設有供視障人士使用的導盲引路徑；候車大堂內放置了以四張木製成的雙座位候車座椅。售票窗口設於右側，由田主丸觀光協會的職員委托處理。與鄰站筑後吉井站一樣，在售票窗口旁邊同時設置了一部可發售特急劵的近距離簡易式售票機。而在驗票口旁邊，則放置了一座穿著舊鐵道製服的河童石像，並且掛上了「河童站長」（かっぱ站長）的肩帶。
至於站房右側，稱為「田主丸故鄉會館」，現時主要用作「久留米觀光會議國際交流協會」的田主丸事務所的辦公室。側門對出為共享單車停泊場，也是由該機構負責營運；至於最右側則為洗手間。

### 月台
設有2個側式月台。月台間以行人天橋連接。其中在2號月台放置了一座青銅鑄成的河童像，是車站的最大標記。
| 月台 | 路線      | 上下行 | 方向                                              |
| ---- | --------- | ------ | ------------------------------------------------- |
| 1    | ■久大本線 | 下行   | 筑後吉井、浮羽、日田、大分、經■日豐本線往別府方向 |
| 2    | ■久大本線 | 上行   | 久留米、經■鹿兒島本線往鳥栖、博多方向             |

## 歷史
- 1928年12月24日：鐵道省久大線久留米至筑後吉井之間開通，此站啟用[4][1][5]。建設了第一代站房[5]。
- 1984年2月1日： 結束貨物提取業務。
- 1984年：降為無人車站，並設置跨線橋。
- 1987年4月1日：隨國鐵分割民營化，車站由九州旅客鐵道（JR九州）營運[6][7][8][1]。
- 1990年2月：昇格回委托車站，委托了當地觀光協會負責車站業務[2]。
- 1992年4月23日：河童外形的新站房落成啟用[1][5]。

## 使用狀況
JR九州自2016年度起只公佈最多使用量的首300個車站的實際使用人數後，本站一直均可打進首300位內。
| 年度 | 一日平均 乘車人次 | 參考資料   |
| ---- | ----------------- | ---------- |
| 2015 | 611               |            |
| 2016 | 610               | [ 統計 1 ] |
| 2017 | 585               | [ 統計 2 ] |
| 2018 | 567               | [ 統計 3 ] |
| 2019 | 592               | [ 統計 4 ] |
| 2020 | 473               | [ 統計 5 ] |
| 2021 | 526               | [ 統計 6 ] |
| 2022 | 499               | [ 統計 7 ] |
| 2023 | 488               | [ 統計 8 ] |

## 相鄰車站
九州旅客鐵道
■久大本線
■特急「由布」1,6號、「由布院之森」
通過
■觀光特急「金八」
博多→田主丸→惠良
註1：本站為列車觀光停車站，不設在此乘車。
註2：「一六」號列車為通過站。
■特急「由布」
久留米－田主丸－筑後吉井（2,3,5號）
久留米大學前←田主丸←筑後吉井（4號）
■普通
筑後草野－田主丸－筑後吉井

### 統計資料
1. ↑   (PDF). 九州旅客鉄道. 2017-07-31  [2017-08-02]. （原始内容 (PDF)存档于2017-08-01）.
2. ↑   (PDF). 九州旅客鉄道.   [2019-05-20]. （原始内容 (PDF)存档于2018-07-17）.
3. ↑   (PDF). 九州旅客鉄道.   [2019-07-27]. （原始内容存档 (PDF)于2019-07-12）.
4. ↑   (PDF). 九州旅客鉄道.   [2020-12-26]. （原始内容存档 (PDF)于2020-11-24）.
5. ↑   (PDF). 九州旅客鉄道.   [2021-09-15]. （原始内容存档 (PDF)于2022-02-27）.
6. ↑   (PDF). 九州旅客鉄道.   [2022-08-26]. （原始内容 (PDF)存档于2022-08-26） （日语）.
7. ↑   (PDF).   [2024-12-30]. （原始内容存档 (PDF)于2023-09-06）.
8. ↑  駅別乗車人員上位300駅（2023年度） （页面存档备份，存于），JR九州。

## 外部連結
- JR九州田主丸站 （日語）
- 田主丸站站房內的咖啡室Kapateria的Instagram帳戶
- 久留米観光コンベンション国際交流協会（站房進駐單位）介紹（日文版及繁體中文版）
- 福岡縣觀光聯盟介紹車站
- 久留米︱田主丸河童車站介紹（2022年12月）